# Desigualdade isoperimétrica
Em matemática, a desigualdade isoperimétrica é uma desigualdade geométrica envolvendo o quadrado da circunferência de uma curva fechada de uma região plana que ela abranja, bem como as suas diversas generalizações. Isoperimetria (de onde "isoperimétrico") significa literalmente "com um perímetro igual". Em matemática, a isoperimetria é o estudo geral das figuras geométricas que tem contornos iguais. Especificamente, a desigualdade isoperimétrica estabelece, para o comprimento L de uma curva fechada e área A de uma região planar, que
{\displaystyle 4\pi A\leq L^{2},}
e que a igualdade sustenta-se se, e apenas se, a curva é um círculo.
O problema isoperimétrico é determinar uma figura plana da maior área possível cuja fronteira tem um comprimento especifico.

## Nota Histórica
De acordo com a mitologia romana (século IX a.C.), a princesa Dido, que era filha de um rei fenício, tendo a vida ameaçada numa disputa de poder que já tinha causado a morte do seu marido, refugiou-se, juntamente com os seus seguidores, na costa do mar mediterrâneo no norte da África. A ela foi prometida a extensão de terra que pudesse cercar com o couro de um boi. Diz a lenda que ela preparou com o couro uma longa e fina correia e, escolhendo terra ao longo da costa e estendendo a correia na forma de semicírculo, obteve a maior área possível, surgindo ali a cidade de Cartago.
Nos mapas da época em que surgiu a cidade de Cartago é perceptível que sua construção em torno das águas que a banhavam se dava em forma de uma semicircunferência. O que poderia supor um indício de que era conhecido entre o povo soluções para problemas isoperimétricos. Poderiam assim reduzir os gastos construindo muros com mesma quantidade de material e garantindo a maior área interna possível.

## A Solução de Dido – Problema Isoperimétrico
Dido resolveu, de forma intuitiva, o que hoje é chamado de problema isoperimétrico e que é enunciado na forma seguinte: “Entre todas as curvas fechadas simples no plano, de comprimento dado L, encontre aquela que engloba maior área”.
A primeira demonstração do problema isoperimétrico, que foi amplamente aceita, surgiu em 1870 como uma consequência do trabalho do matemático alemão Karl Weierstrass em “Cálculo das Variações.” Depois de Weierstrass, outros matemáticos obtiveram demonstrações do problema isoperimétrico usando Geometria, Cálculo Diferencial e Integral e Séries de Fourier.
Como demonstração para o problema isoperimétrico apresenta-se a seguir uma prova dentro da perspectiva da Geometria usando aproximação por triângulos.

### O Problema Isoperimétrico para Triângulos
“Entre todos os triângulos de mesmo perímetro, o que tem maior área é o triângulo equilátero.”
Prova
Seja {\displaystyle 2p=a+b+c} o perímetro do triângulo e seja a sua área {\displaystyle A={\sqrt {p(p-a)(p-b)(p-c)}}}. Temos então que:
{\displaystyle {\frac {(p-a)+(p-b)+(p-c)}{3}}\geq {\sqrt[{3}]{(p-a)\times (p-b)\times (p-c)}}}
{\displaystyle {\frac {p^{3}}{27}}\geq (p-a)(p-b)(p-c)}
{\displaystyle p^{4}\geq 27A^{2}}
A igualdade ocorre se, e somente se, {\displaystyle a=b=c={\frac {2p}{3}}}

### O Problema Isoperimétrico para Polígonos
A partir das proposições a seguir mostra-se que para um dado polígono não-convexo existe um polígono regular com números de lados menor que ou igual, perímetro menor ou igual e área maior. E ainda mostra que entre os polígonos regulares de mesmo perímetro, o de maior número de lados tem a maior área, e este, possui menor área que um círculo de comprimento igual ao seu perímetro.
Proposição 1: Se A e B são dois pontos distintos fora de uma reta, então existe {\displaystyle P\in r}  tal que {\displaystyle d(A,P)+d(P,B)} é mínima.
Proposição 2: Dado um polígono não convexo {\displaystyle P} com {\displaystyle n_{1}} lados, perímetro {\displaystyle 2p_{1}} e área {\displaystyle A_{1}}, é possível determinar um polígono convexo {\displaystyle Q} com {\displaystyle n_{2}} lados, perímetro {\displaystyle 2p_{2}} e área {\displaystyle A_{2}} de modo que
{\displaystyle n_{2}\leq n_{1},2p_{2}\leq 2p_{1}} e {\displaystyle A_{2}\geq A_{1}}
Proposição 3: Entre todos os polígonos convexos de {\displaystyle n} lados e de mesma área, o que tem menor perímetro é o polígono regular.
Proposição 4: Entre todos os polígonos convexos de {\displaystyle n} lados e de mesmo perímetro, o que tem maior área é o polígono regular.
Proposição 5: Se {\displaystyle A(n)} denota a área de um polígono regular de {\displaystyle n} lados e perímetro {\displaystyle L}, então tem-se que:
{\displaystyle A(n)={\frac {L^{2}}{4n}}\cdot {\frac {1}{tg({\frac {\pi }{n}})}}}
Proposição 6: Dados dois polígonos regulares de mesmo perímetro {\displaystyle L}, aquele que tem maior área é o que tem um maior número de lados.
Proposição 7: A área do círculo de raio {\displaystyle R} é maior que a área de qualquer polígono regular de perímetro {\displaystyle 2\pi r}. Ou seja, fixado um perímetro P, a maior área que pode ser delimitada por ele é a de um círculo.
Proposição 8: Toda curva fechada de comprimento {\displaystyle L} engloba uma área menor ou igual a {\displaystyle {\frac {L^{2}}{4\pi }}} . Além disso, este valor só é alcançado para o círculo de raio {\displaystyle {\frac {L}{2\pi }}}.
OBS: As proposições 6 e 7 são resultados do problema de Zenodoro.